# Hundtjärnen (Svartnäs socken, Dalarna)
Hundtjärnen är en sjö i Falu kommun i Dalarna och ingår i Testeboåns huvudavrinningsområde.